# Konabanahalli, Sakleshpur
Konabanahalli là một làng thuộc tehsil Sakleshpur, huyện Hassan, bang Karnataka, Ấn Độ.